# 保榮茂愛
保榮茂 愛（ほえも あい、2012年1月25日 - ）は、日本の元子役。
神奈川県出身。スマイルモンキー所属。2021年にテアトルアカデミーより移籍。

## 人物
ドラマ、映画にて、登場人物の幼少期を演じることが多い。
趣味・特技は空手、ピアノ。

## 出演

### 映画
- ピンクとグレー（2016年）幼児 役
- 音量を上げろタコ!なに歌ってんのか全然わかんねぇんだよ!!（2018年）シンの妹 役
- うちの執事が言うことには（2019年）莉紗（幼少期） 役

### テレビドラマ
- 獣医さん、事件ですよ（2014年、日本テレビ） - 柴日菜子（幼少期） 役
- ○○妻（2015年、日本テレビ）幼児 役
- She（2015年、フジテレビ）萩原あづさ（幼少期） 役
- ようこそ、わが家へ（2015年、フジテレビ）倉田七菜（幼少期） 役
- 外科医 鳩村周五郎14（2016年、フジテレビ）藍子（2歳） 役
- クロスロード（2016年、NHK BSプレミアム）夏音の娘 役
- 大河ドラマ 真田丸（2016年、NHK）すえ（4歳） 役
- 砂の塔～知りすぎた隣人（2016年、TBS）前田千晶 役
- 模倣犯（2017年、テレビ東京） - ヒロミの姉 役
- 過保護のカホコ（2017年、日本テレビ）加穂子（幼少期） 役
- ハロー張りネズミ（2017年、TBS）蘭子（幼少期） 役
- 明日の約束（2017年、フジテレビ）辻晴夏 役
- 警視庁捜査一課9係 season12（2017年、テレビ朝日）真子（6歳） 役
- 絶対零度～未然犯罪潜入捜査～（2018年、フジテレビ）岡本由梨（幼少期） 役
- 結婚相手は抽選で（2018年、フジテレビ）冬村奈々（幼少期） 役
- いつまでも白い羽根（2018年、フジテレビ）遠野の妹（幼少期） 役
- 義母と娘のブルース（2018年、TBS）子ども 役
- 名探偵・明智小五郎（2019年、テレビ朝日）早苗 役
- 大河ドラマ いだてん〜東京オリムピック噺〜（2019年、NHK）美濃部喜美子（幼少期） 役
- 妖怪シェアハウス（2020年、テレビ朝日）島田藍（幼少期） 役
- 極主夫道（2020年、日本テレビ）近所の子供 役
- 仮面ライダーリバイス（2021年、テレビ朝日）五十嵐さくら（幼少期） 役

### バラエティー番組
- 優しい人なら解ける クイズやさしいね（フジテレビ）
- ワルイコあつまれ（NHK）

### 吹き替え
- トイ・ストーリー4（2019年）迷子の少女 役
- ボー・ピープはどこに?（2020年）少女 役

### CM
- 三井不動産グループ
- 日本郵政
- 四電エナジーサービス株式会社
- NTT西日本
- 花王
- 小森樹脂
- 8番らーめん

### 企業広告・写真
- ぷっちぐみ
- 花王
- ベネッセ
- 三幸学園
- パナソニック
- スタジオアリス
- 講談社
- 世界文化社
- アガツマ
  - アンパンマン
    - 木製顔テーブル
    - 天才脳はじめてのらくがきデスク
    - おみずでらくがきシート
    - 三角打楽器

  - マイメロディ
    - どこでもカフェキッチン